# Corazón salvaje (película de 1968)
Corazón salvaje es una película de drama mexicana de 1968 escrita y dirigida por Tito Davison, y protagonizada por Angélica María, Julio Alemán, Teresa Velázquez y Manuel Gil. Es la segunda adaptación cinematográfica de la novela homónima de la autora mexicana Caridad Bravo Adams.
La primera película se rodó en 1956 y fue protagonizada por Martha Roth. La versión de 1968 contó con las actuaciones de Julio Alemán en el papel de Juan del Diablo y Angélica María como Mónica Molnar, una interpretación que la convirtió en una estrella en China. Años más tarde repitió su papel en una adaptación para televisión de 1977.

## Sinopsis
Francisco Alcázar es un millonario terrateniente que posee terrenos que producen caña de azúcar. Francisco está casado con Sofía, una mujer severa y desalmada, con quien tiene un hijo llamado Andrés. Antes de su matrimonio con Sofía, Francisco tuvo una aventura amorosa con una mujer casada que era físicamente abusada por su esposo. La mujer quedó embarazada y murió cuando el niño tenía apenas tres años. Este niño es, de hecho, el verdadero primogénito de Francisco.

## Reparto
- Julio Alemán es Juan del Diablo.
- Angélica María es Mónica Molnar.
- Teresa Velázquez es Aimée Molnar.
- Manuel Gil es Renato.
- Beatriz Baz como Doña Sofía
- Miguel Maciá como Don Noel
- José Baviera como Don Tomás, señor gobernador
- Sara Guasch como Doña Catalina
- Sandra Chávez como Janina
- Rafael Llamas como Capitán Francisco Cañas Marín
- Antonio Bravo como Sr. Presidente del juicio
- Consuelo Frank como Madre abadesa
- Carlos Agostí como Abogado defensor
- Eduardo MacGregor como Secretario en juicio
- Víctor Alcocer como Bautista
- Antonio Raxel
- Ramiro Orci como Miguel
- Julia Marichal como Sirvienta
- Manuel Garay como Doctor
- Juan Antonio Edwards como Juan del diablo, niño